# گورستان دانیان
گورستان دانیان مربوط به سده‌های متاخر دوران‌های تاریخی پس از اسلام است و در شهرستان خمین، بخش کمره، دهستان خرم دشت، روستای دانیان واقع شده و این اثر در تاریخ ۲۶ اسفند ۱۳۸۶ با شمارهٔ ثبت ۲۲۰۴۹ به‌عنوان یکی از آثار ملی ایران به ثبت رسیده است.